# Szentháromság-plébániatemplom (Turnašica)
A Szentháromság-plébániatemplom Horvátországban, a Verőce-Drávamente megyei Turnašica település római katolikus plébániatemploma.

## Fekvése
A templom a település központjában, az észak-déli irányú főutca és a Sedlaricára, valamint a Vukosavljevicára vezető utak kereszteződésében áll.

## Története
A mai település helyén a középkorban a „Berthalamovcz” nevű település állt Szent Bertalan apostolnak szentelt templomával. Ez a falu szerepel a plébániák Ivan gorai főesperes által készített 1334-es összeírásában és Ágoston nevű plébánosával a főesperesség plébániáinak 1501-es összeírásában is. 
A mai Turnašica a térség török uralom alóli felszabadulása után keletkezett a 18. század elején. Stjepan Pavičić a korabeli forrásokra hivatkozva azt állítja, hogy Turnašica szinte teljes egészében a nyugatra fekvő Sedlaricáról, valamint Pitomacsáról települt be, de minden bizonnyal jöttek betelepülők a Drávamente nyugati részéről is. 1716-17-ben a település az 1710-ben alapított pitomacsai plébániához tartozott. 1726-tól annak megszűnéséig a verőcei uradalom része volt. Andrija Fergić plébános 1821-es feljegyzéséből tudjuk, hogy a turnašicai plébániát 1742-ben alapították akkori földesura Pejácsevics Márk javaslatára.
A török uralom alóli felszabadulás utáni templomról 1698-ban az egyházlátogatás okiratában történik az első említés. Ugyanebben az évben említi a templomot Gabriel Hapsz kamarai jegyző is, megjegyezve, hogy a török katonák megrongálták és javításra szorul. 

1716-ban feljegyzik, hogy a templomot a Boldogságos Szűz Máriának szentelték és az 1658 és 1698 közötti török támadásokban kisebb sérülések érték. 1733-ban az egyházi vizitátor már arról ír, hogy Turnašicán a Szentháromságnak szentelt tágas templom áll, melynek egyetlen bejárata az északi oldalon van. Tornyát javították és benne egy 30 font súlyú harangtalálható. A templom ekkori külső képe nagyon hasonló volt az 1658-as állapothoz. A főoltárt 1738-ban, a szószéket pedig 1749-ban állították.

## Leírása
A templom alaprajzának tanulmányozásával az írásos feljegyzések hiányában is rekonstruálható a templom eredeti formája és a bővítés folyamata. A legnagyobb arányú bővítés az épületen 1776  és 1790 között történt, amikor a hajó megnagyobbításával és az új apszis építésével déli és keleti irányban bővítették. A régi és az újabb falak csatlakozása repedések formájában a mai épületen jól megfigyelhető. Az északi falon például a repedés a sekrestyétől 2 méterre indul és 3-4 méteres magasságig ér fel, majd a torony felé haladva a második ablak felett egy méterre húzódik. Ez a bővítés késő barokk stílusban történt. A bővítés miatt a torony nem pontosan a hajó középvonalában helyezkedik el, hanem aszimmetrikusan, ettől kissé balra. A torony építésének eltérő időpontjaira utal a falvastagságon kívül a téglák eltérő színe, mérete, a habarcs és a falazás eltérő módja. A torony legrégibb része láthatóan a második ablak felett egy méterrel végződik. Ezután egy fiatalabb rész következik a harmadik ablakig, majd egy még újabb rész a harangok szintjéig. A legkésőbb épített rész már közvetlenül a toronysisakot tartja.
Az ablakok közül a két legrégebbi kétségtelenül a torony két alsó ablaka. Ezek lőrés formájúak és valószínűleg a 15. vagy a 16. században készültek. Ugyanez mondható el a torony déli falának boltíves ablakáról. Ezek a falak középkoriak, akár az 1334-ben említett templom falai is lehettek. Ugyancsak a templom középkori részéhez tartozott az épület északnyugati sarka, ahol megmaradt egy több, mint 70 cm magasságú konzol, mely csaknem egy méterrel áll ki a fal síkjából. A templom padozatán ugyancsak három, vagy több építési szakasz ismerhető fel. Legrégibb része a templom első része 6,5 méter széles és 11,2 méter hosszú. A bővítés előtt a templom északi falán át is volt egy bejárat, melyet mivel nem volt rá szükség elfalaztak. Ezt a bejáratot az 1733-as vizitáció még megemlíti. A torony harmadik ablakánál is található négy, elfalazott, nagyméretű boltíves ablak. Valószínűleg ez volt egykor a harangok szintje és azt a célt szolgálták, hogy a harangok hangja minél messzebb hallható legyen. Feltételezhető, hogy a harangtorony a bővítés során érte el a harmadik ablak magasságát, az efölötti rész pedig még később épült. 
Felmerül a kérdés, hogy mikor építették a templom eredeti apszisát. Erre vonatkozóan semmilyen hiteles forrás nincs. A falu egyik régi plébánosa egy általunk ismeretlen forrásból a plébánia historia domusába lerajzolta a régi templomot. Ez alapján az épület mindenképpen a 17. század előttinek látszik. A mai apszis félköríves, és úgy tűnik, hogy a bővítésnél az építők törekedtek a régi apszis formájának megőrzésére. Nem tudni, hogy az apszison belül is voltak-e konzolok, a templom belsejében és az északi fal külső oldala melletti ásatások ezt csak valószínűsítik. Az apszis boltozata, a déli fal és a nyugati fal egy része mindenképpen a barokk időszakban épült. A mai kórust erős barokk hatásra 1816-ban építették és már a klasszicista korban három erős oszlop tartotta. A templom boltozott mennyezete 1930-ban készült. A historia domus szerint a régi mennyezet síkmennyezet volt, deszkából készült és be volt vakolva. A kórus alatti mennyezeti rész négyrészes, dongaboltozatos. Az apszis tágas, központi részén az 1738-ban készített, a Szentháromságnak szentelt főoltárral. A retabló domináns részén a Szentháromság ábrázolása látható, bár a Boldogságos Szűz Mária képe Krisztussal is magára vonja a figyelmet. Az ismeretlen festő műve az oltár felépítése előtt készült. Az egykori sérülések nyomait nem sikerült teljesen eltüntetni.
Az északi bejáraton kívül a templomnak még két másik bejárata is van. Az egyik a torony nyugati oldalán, a másik pedig a sekrestyén keresztül. A belső tér három ablaka közül egy az apszisban, kettő pedig a hajó déli falán található. A szentély keleti oldalán a boltozat alatt egy rozettát építettek. Az 1749-ben készült két mellékoltár és a szószék ma is jó állapotban van. Készítői nem ismertek, de lehet, hogy Stjepan Severin kőrösi műhelyében készültek. A régi felszerelésből még megmaradt két gyertyatartó és egy aranyozott kehely, mindkettő 18. századi munka. A liturgikus könyvekből megmaradt néhány 18. század végi misekönyv. A templom régi, barokk csillárját elektromosra szerelték át.